# عثمان بوكاري
عثمان بوكاري (مواليد 13 ديسمبر 1998) هو لاعب كرة قدم غاني يلعب في مركز الجناح في نادي النجم الأحمر بلغراد.

## وصلات خارجية
- عثمان بوكاري على موقع الاتحاد الأوربي (الإنجليزية)
- عثمان بوكاري على موقع الدوري الأمريكي (الإنجليزية)
- عثمان بوكاري على موقع قاعدة بيانات كرة القدم.إي يو (الإنجليزية)
- عثمان بوكاري على موقع بيانات كرة القدم. دي إي (الألمانية)
- عثمان بوكاري على موقع ناشيونال فوتبول تيمز (الإنجليزية)
- عثمان بوكاري على موقع Soccerbase.com (لاعب) (الإنجليزية)
- عثمان بوكاري على موقع Soccerway.com (الإنجليزية)
- عثمان بوكاري على موقع عالم كرة القدم.نت (الإنجليزية)